# Intelligent Manufacturing Systems
Intelligent Manufacturing Systems (IMS - Inteligentne Systemy Produkcyjne), międzynarodowa inicjatywa na rzecz zaawansowanej produkcji, wspierana przez rządowe i społeczne administracje Australii, Kanady, krajów Unii Europejskiej, Norwegii, Szwajcarii, Japonii, Stanów Zjednoczonych i Korei Południowej. IMS stanowi platformę dla instytutów naukowych, uniwersytetów i partnerów przemysłowych tych państw do współpracy nad wspólnymi zagadnieniami Badań i Rozwoju Technologicznego (BRT)